# Stevenson Archer (1786–1848)
Stevenson Archer (ur. 11 października 1786, zm. 26 czerwca 1848) – amerykański prawnik i polityk.
W latach 1811–1817 był przedstawicielem szóstego okręgu wyborczego w stanie Maryland w Izbie Reprezentantów Stanów Zjednoczonych.
Później, w latach 1819–1821 powrócił do Izby Reprezentantów jako przedstawiciel siódmego okręgu wyborczego w stanie Maryland.
Jego syn, również Stevenson Archer, oraz ojciec John Archer również byli przedstawicielami stanu Maryland w Izbie Reprezentantów Stanów Zjednoczonych.